# Фрањо Клуз
Фрањо Клуз (Јошик, код Босанске Дубице, 18. септембар 1913 — Омиш, 14. септембар 1944) био је учесник Народноослободилачке борбе и народни херој Југославије. Уз Рудија Чајавеца један од пионира ратног ваздухопловства НОВ и ПОЈ.

## Биографија
Рођен је 18. септембра 1913. у селу Јошику, код Босанске Дубице. Основну и грађанску школу је завршио у Босанској Дубици. Потом је једно краће време радио као писар код једног адвоката, а онда је ступио у Војно ваздухопловство. Најпре је завршио механичарску, а потом и пилотску подофицирску школу, 1939. године. Почетак Априлског рата, 1941. године, затекао га је као пилота извиђачке ескадриле на аеродрому Рајловац, код Сарајева.
После капитулације Југословенске краљевске војске није одведен у заробљеништво, већ је мобилисан у новоформирано ваздухопловство Домобранства Независне Државе Хрватске. Пошто је био родољуб и није желео да служи окупатору, повезао се са припадницима Народноослободилачког покрета у Бањој Луци. Најпре је давао покрету помоћ у новцу, оружју и другом материјалу, чекајући прилику да авионом полети на ослобођену територију.
После ослобођења Приједора и Љубије, маја 1942. године, стекли су се услови за прелазак Фрање Клуза и Рудија Чајавеца у Народноослободилачку војску. После опсежних припрема, којима су руководили бањалучка организација Комунистичке партије и Оперативни штаб НОП одреда Босанске крајине, Фрањо Клуз је 23. маја 1942. авионом „Потез 25“ слетео на слетилиште Урије, код Приједора. Истог дана у Приједор се спустио и пилот Руди Чајавец с механичаром Милованом Јазбецом. То је био почетак стварања партизанске авијације, и један од првих примера у Другом светском рату да покрети отпора располажу властитим ваздухопловством. У чланство Комунистичке партије Југославије Клуз  је примљен убрзо по доласку у партизане, 14. јула 1942. године.
Са раније припремљеног аеродрома код села Међувође Фрањо Клуз је с механичаром-стрелцем Ивицом Митрачићем извршио два борбена лета. Први лет 4. јуна када су бомбама и митраљеском ватром напали злогласну усташку црну легију, код Међеђе, а други 7. јуна када су бомбардовали Босански Нови и Двор на Уни и бацали летке над Дубицом и Костајницом. Због непријатељске офанзиве на Козару Клуз и Митрачић су се 14. јуна пребацили на нови аеродром код Лушци Паланке, нападајући уз пут непријатељске колоне.
Један немачки авион је 6. јула 1942. године открио и запалио Клузов авион „Потез 25“, што је онемогућило даљу акцију првих партизанских авијатичара који су, у условима огромне непријатељске превласти у ваздуху, успели да се одрже пуних 45 дана што је имало знатан морални и политички ефекат. Оставши без авиона, Фрањо Клуз је ушао у састав Оперативног штаба НОП одреда Босанске крајине, где је остао све до новембра 1943. године, када се прикључио Првој ваздухопловној бази у Ливну. Заједно с осталим ваздухопловцима који су се ту прикупили на позив Врховног штаба НОВ и ПОЈ, прешао је у Италију, па у северну Африку, где је ушао у састав Прве ескадриле НОВЈ коју су после интензивне обуке Савезници наоружали ловцима марке „Спитфајер“. У чину капетана Фрањо Клуз је у овој ескадрили, поред летачке дужности, обављао и функцију политичког комесара.
Као првом партизанском пилоту и добром летачу, Клузу је било поверено да као пратилац командира ескадриле мајора Милете Протића изврши први борбени задатак ове ескадриле, 18. августа 1944. године. Од тада с аеродрома Кана у Италији Клуз је извршио више борбених летова, нападајући непријатеља у Далмацији и деловима Босне и Херцеговине, и обезбеђујући ловачку заштиту партизанским и савезничким авионима.
Погинуо је 14. септембра 1944. године када је, као вођа четворке „Спитфајера“, оборен од непријатељске противавионске артиљерије приликом напада луке у Омишу.
Указом Президијума Народне скупштине ФНРЈ 18. маја 1948. проглашен је за народног хероја.

## Галерија
- Са групом пилота НОВЈ
- Спомен-биста у Козарској Дубици
- Ручни сат Фрање Клуза у Музеју Републике Српске
- Орден народног хероја